# Santo Amador
Santo Amador ist ein Ort und eine Gemeinde freguesia  in Portugal im Kreis von  Moura, mit einer Fläche von 72,9 km² und 411 Einwohner (Stand 30. Juni 2011). Dies entspricht einer Einwohnerdichte von 5,6 Einw./km².